# Paxillibracon inornatus
Paxillibracon inornatus är en stekelart som beskrevs av Donald L.J. Quicke 1987. Paxillibracon inornatus ingår i släktet Paxillibracon och familjen bracksteklar. Inga underarter finns listade i Catalogue of Life.